# Habitatge al carrer Sant Josep, 5 (Girona)
L' habitatge al carrer Sant Josep, 5 és una casa de Girona inclosa en l'Inventari del Patrimoni Arquitectònic de Catalunya.
És un edifici residencial de planta rectangular, desenvolupat en planta baixa i dues plantes pis. L'interés de la façana cal centrar-lo en la tribuna del primer pis, que combina l'ús de la fusta i el vidre. A les obertures de la planta baixa s'utilitzen peces vidriades de ceràmica, que havien estat dissenyades per Rafael Masó. La resta de l'exterior es troba arrebossat. La coberta és de teula àrab, estructurada a dues vessants.